# Apavou
Apavou est une entreprise de promotion immobilière ainsi qu'une société foncière de l'île de La Réunion. Elle dispose d'une filiale active dans l'hôtellerie, en particulier à l'île Maurice : 'Apavou Hotels'.
Le groupe Apavou emploie 130 personnes et englobe 64 sociétés.
Le 29 avril 2014 l'Immobilière de la réunion (3 000 appartements) est placée en redressement judiciaire pour défaut de paiement de cotisations sociales à hauteur de 6 millions d'euros,
Le 20 octobre 2016 6 sociétés sont placées en redressement judiciaire : Aavand, Batripro Hoding, Batipro Développement, Sreg, Alia, Hoydays Dom.
Le 22 août 2018 est prononcée la liquidation judiciaire de 10 des 11 sociétés du groupe,,.
Il reste encore à connaître les suites de l’enquête préliminaire ouverte par le parquet de Saint-Denis pour abus de biens sociaux et banqueroute.

## Établissements hôteliers
- Hôtel Ambre
- Hôtel Bougainville
- Le Cap Resort & Spa, à Boucan Canot, à Saint-Paul
- Les Cocotiers
- Indian Resort
- La Plantation Resort & Spa
- Le Saint-Denis, dans le centre-ville Saint-Denis.